# Planoxyopes eximius
Planoxyopes
Genre
Espèce
Planoxyopes eximius, unique représentant du genre Planoxyopes, est une espèce fossile d'araignées aranéomorphes de la famille des Oxyopidae.

## Distribution
Cette espèce a été découverte dans de l'ambre du Chiapas au Mexique. Elle date du Néogène.

## Publication originale
- (en) Petrunkevitch, 1963 : Chiapas amber spiders. University of California Publications in Entomology, vol. 31, p. 1–40.